# Cyathea stolzei
Cyathea stolzei är en ormbunkeart som beskrevs av Alan Reid Smith och David Bruce Lellinger. Cyathea stolzei ingår i släktet Cyathea och familjen Cyatheaceae. Inga underarter finns listade.